# Даррен Голл
Даррен Джеймс Голл (англ. Darren James Hall; нар. 25 жовтня 1965 у м. Волтемстоу, Англія) — англійський бадмінтоніст. 
Учасник Олімпійських ігор 1992 в одиночному розряді. Учасник Олімпійських ігор 1996 в одиночному і парному розрядах. Чемпіон Європи в одиночному розряді (1988).
Чемпіон Англії в одиночному розряді (1986, 1988, 1989, 1990, 1991, 1993, 1994, 1996, 1998, 1999).
Переможець Denmark Open в одиночному розряді (1992). Переможець Irish International в одиночному розряді (1997, 1998).